# Římskokatolická farnost Račice
Římskokatolická farnost Račice byla římskokatolická farnost v Česku. Jejím sídlem byla vesnice Račice v okrese Vyškov s farním kostelem Zvěstování Páně. Farnost byla součástí brněnské diecéze a roku 2016 byla zrušena sloučením do farnosti Drnovice.

## Historie
Barokní kostel kostel Zvěstování Páně z roku 1773 byl zbudovaný na starším základě z 17. století. Chrám je součástí areálu račického zámku.
Ves Račice byla původně součástí drnovické farnosti. Roku 1773 byla v Račicích zřízena lokálie, která byla v roce 1859 povýšena na samostatnou farnost. V roce 1938 byla součástí račické farnosti ves Račice a osada Říčky (u silnice na Bukovinku). Od roku 1999, kdy proběhla územně-správní reforma brněnské diecéze, spadala farnost do slavkovského děkanství.
V červnu 2016 rozhodl brněnský biskup Vojtěch Cikrle o zrušení farnosti Račice k 30. červnu 2016 a začlenění jejího území do farnosti Drnovice.

## Duchovní správci
V posledních letech existence byla farnost spravována excurrendo z farnosti Drnovice. Administrátory excurrendo byli Jiří Paleček (do roku 2008), Tadeáš Juraj Dubec (2008), Milan Vavro (2008–2009) a Mikuláš Wawrowski (2009–2016).

## Kostely a kaple
- kostel Zvěstování Páně v Račicích (v době existence farnosti byl farním kostelem)

## Aktivity ve farnosti
Dnem vzájemných modliteb farností za bohoslovce a bohoslovců za farnosti brněnské diecéze byl 27. duben. Adorační den připadal na 28. ledna.
Ve farnosti se pořádala tříkrálová sbírka. V roce 2016 se při sbírce vybralo 7 063 korun.